# Кавалерица (Бриндизи)
Кавалерица (итал. Cavallerizza) је насеље у Италији у округу Бриндизи, региону Апулија.
Према процени из 2011. у насељу је живело 38 становника. Насеље се налази на надморској висини од 274 м.